# Schizonycha graueri
Schizonycha graueri är en skalbaggsart som beskrevs av Moser 1918. Schizonycha graueri ingår i släktet Schizonycha och familjen Melolonthidae. Inga underarter finns listade i Catalogue of Life.